# Sistema Trachtenberg
Il sistema Trachtenberg è un rapido sistema di calcolo mentale. Il sistema consiste in una serie di operazioni memorizzabili facilmente che consentono di eseguire calcoli aritmetici molto velocemente. Fu creato dall'ingegnere ucraino Jakow Trachtenberg per tenersi occupato mentre si trovava in un campo di concentramento nazista.
Il resto della pagina, presenta alcuni metodi ideati da lui stesso. Alcuni degli algoritmi sviluppati da Trachtenberg riguardano le moltiplicazioni, le divisioni e le addizioni in generale. Inoltre, il sistema Trachtenberg comprende alcuni metodi incentrati nel moltiplicare piccoli numeri compresi tra 5 e 13.
La sezione dell'addizione mostra un metodo efficace per verificare dei calcoli, che può anche essere applicato sulla moltiplicazione.